# Washington Whips 1968
Questa pagina raccoglie i dati riguardanti i Washington Whips nelle competizioni ufficiali della stagione 1968.

## Stagione
La rosa dei Washington Whips venne completamente rifondata con una rosa cosmopolita. La squadra venne affidata all'ungherese András Nagy, che però si dimise poiché entrò in conflitto con la dirigenza. Al suo posto venne sostituito dal turco Hicabi Emekli. I Whips giunsero al secondo posto della Atlantic Division della NASL 1968, non ottenendo così l'accesso alla fase finale del torneo.

## Organigramma societario
Area direttiva
Area tecnica
- Allenatore: András Nagy, poi Hicabi Emekli
- Trainer: Buster Steinmeier

## Rosa
| N. |                      | Ruolo | Calciatore             |
| -- | -------------------- | ----- | ---------------------- |
| 0  | Brasile (bandiera)   | P     | Tonho                  |
| 1  | Scozia (bandiera)    | P     | Jack Reilly            |
| 2  | Danimarca (bandiera) | D     | John Worbye            |
| 3  | Danimarca (bandiera) | D     | Finn Willy Sørensen    |
| 4  | Danimarca (bandiera) | D     | Kaj Hansen             |
| 5  | Danimarca (bandiera) | C     | Niels Christian Hüttel |
| 6  | Danimarca (bandiera) | C     | John Kyndbøl           |
| 6  | Ghana (bandiera)     | A     | Gladstone Ofori        |
| 7  | Ghana (bandiera)     | C     | Frank Odoi             |
| 8  | Brasile (bandiera)   | C     | Ney Marques de Sousa   |
| 9  | Turchia (bandiera)   | A     | Ogün Altıparmak        |
| 9  | Brasile (bandiera)   | A     | Roberto Mauro          |
| 10 | Argentina (bandiera) | A     | Victorio Casa          |
| 11 | Brasile (bandiera)   | A     | Jorge Siega            |

| N. |                        | Ruolo | Calciatore           |
| -- | ---------------------- | ----- | -------------------- |
| 12 | Ghana (bandiera)       | C     | Joseph Agyemang-Gyau |
| 13 | Giamaica (bandiera)    | D     | Henry Largie         |
| 14 | Danimarca (bandiera)   | A     | Vagn Hedeager        |
| 15 | Brasile (bandiera)     | A     | Antonio de Oliveira  |
| 16 | Argentina (bandiera)   | A     | Richardo Marchionni  |
| 16 | Italia (bandiera)      | A     | Nick Mike-Mayer      |
| 17 | Argentina (bandiera)   | A     | Juan Paletta         |
| 18 | Danimarca (bandiera)   | D     | Henning Boel         |
| 19 | Stati Uniti (bandiera) | D     | Calman Caspo         |
|    | Turchia (bandiera)     | A     | Behzat Çınar         |
|    | Danimarca (bandiera)   | P     | Jørgen Henriksen     |
|    | Argentina (bandiera)   | A     | Jacinto Merayo       |
|    | Argentina (bandiera)   | C     | Alberto Trik         |
|    | Brasile (bandiera)     | D     | Zé Maria             |